# Murat Kodzókov
Murat Kodzókov –en ruso, Мурат Кодзоков– (21 de julio de 1986) es un deportista ruso que compitió en judo. Ganó una medalla de plata en el Campeonato Europeo de Judo de 2011, en la categoría de –73 kg.

## Palmarés internacional
| Campeonato Europeo | Campeonato Europeo | Campeonato Europeo | Campeonato Europeo |
| Año                | Lugar              | Medalla            | Categoría          |
| ------------------ | ------------------ | ------------------ | ------------------ |
| 2011               | Estambul (Turquía) | Medalla de plata   | –73 kg             |